# 에이드리언 마리아파
에이드리언 마리아파(영어: Adrian Mariappa, 1986년 10월 3일 ~ )는 잉글랜드 출생 자메이카의 축구 선수로 현재 잉글랜드 내셔널리그의 윌드스턴 FC에서 수비수로 활동하고 있으며 자메이카 대표팀의 일원으로도 활약하고 있다.

## 선수 경력

### 클럽
2005년 잉글랜드 EFL 챔피언십의 왓퍼드 FC에서 데뷔하여 리그 3경기 출장에 그쳤음에도 팀의 2005-06 시즌 EFL 챔피언십 우승 및 차기 시즌 프리미어리그 리그 승격을 경험했고 프리미어리그 승격 후 공식전 25경기에 출장하며 팀의 2006-07 시즌 FA컵 4강 진출에 기여했지만 팀은 리그에서 20팀 중 최하위에 머무르며 1시즌만에 EFL 챔피언십으로 내려앉았다.
EFL 챔피언십으로 강등된 이후 2011-12 시즌까지 217경기의 공식전에 출전한 뒤 2012-13 시즌을 앞두고 약 32억원 혹은 48억원으로 추정되는 이적료로 잉글랜드 프리미어리그의 레딩 FC로 이적한 뒤 2013-14 시즌까지 리그 29경기를 비롯해 공식전 33경기에 출전했으나 또 다시 팀의 2부 리그 강등을 막지 못했다.
그 뒤 2012-13 시즌을 마치고 크리스털 팰리스로 이적하여 2015-16 시즌까지 공식전 49경기에 출전하며 2015-16 시즌 FA컵 준우승, 2015년 케이프타운컵 준우승 등에 힘을 쏟았고 이후 친정팀인 왓퍼드로 복귀하여 2019-20 시즌까지 93경기의 공식전에 출전하며 2018-19 시즌 FA컵 준우승에 큰 힘이 되어주었다.
그리고 2020-21 시즌을 앞두고 EFL 챔피언십의 브리스틀 시티로 이적하여 공식전 27경기에 출전한 후 퇴단했으며 2020-21 시즌을 끝으로 16년간의 잉글랜드 생활을 잠시 정리하고 호주 A리그 멘의 맥아서 FC와 입단 계약을 체결한 뒤 2021-22 시즌 19경기 3골을 기록했다.
이후 2022-23 시즌을 앞두고 EFL 리그 원의 버턴 앨비언 이적을 통해 다시 잉글랜드 무대로 복귀했으나 12경기 1골의 아쉬운 성적을 남긴 채 같은 시즌 무렵 EFL 리그 투의 솔퍼드 시티로 이적하여 2023-24 시즌까지 공식전 47경기를 소화한 뒤 2023-24 시즌을 마친 이후 잉글랜드 내셔널리그의 윌드스턴 FC로 트레이드되어 2024-25 시즌 공식전 43경기를 소화했다.

### 국가대표팀
2012년 모친의 고향인 자메이카 대표팀 첫 합류 후 6월 8일 과테말라와의 2014년 FIFA 월드컵 북중미카리브 지역 3차 예선 A조 1차전(2-1 승)에서 국제 A매치 데뷔전을 치렀다.
이후 2015년 CONCACAF 골드컵 본선 엔트리에 합류하여 월드컵과 골드컵을 통틀어 준우승이라는 자메이카의 역대 메이저 대회 최고 성적에 기여했고 같은 해 9월 4일 엘살바도르와의 2018년 FIFA 월드컵 북중미카리브 지역 3차 예선 1차전에서 A매치 데뷔골을 신고했으며 팀은 1차전에서 2-3으로 패했으나 2차전에서는 2-0 완승으로 합계 4-3의 역전승을 거두며 4차 예선 진출에 성공했다.

## 수상

### 클럽
왓퍼드 FC
- EFL 챔피언십 플레이오프 : 우승 (2005-06)
- FA컵 : 준우승 (2018-19), 4강 (2006-07)

 크리스털 팰리스
- FA컵 : 준우승 (2015-16)
- 케이프타운컵 : 준우승 (2015)

### 국가대표팀
자메이카
- CONCACAF 골드컵 : 준우승 (2015)